# Wolfgang H. Güttel
Wolfgang Helmut Güttel (* 17. Juni 1968 in Wien, Österreich) ist ein österreichischer Wirtschaftswissenschafter und Professor für Leadership & Strategy am Institut für Managementwissenschaften der TU Wien.

## Leben
Wolfgang H. Güttel studierte Betriebswirtschaft an der WU Wien (Abschluss: 1995) sowie Politikwissenschaft mit Fächerkombination aus Soziologie, Volkswirtschaftslehre und Neuere Geschichte an der Universität Wien (Abschluss: 1997). Im Anschluss war er bis 2002 als Unternehmensberater bei der Daimler-Benz AG in Stuttgart und der Diebold Management Consulting in Wien tätig. Von 2002 bis 2008 war er Universitätsassistent am Institut für Personalmanagement der WU Wien, wo er bei Dudo von Eckardstein 2002 promovierte und sich 2008 habilitierte.
Güttel war zwischen 2007 und 2009 Vertretungsprofessor an den Universitäten Kassel und Hamburg sowie Forschungsstipendiat an den Universitäten Padua und Liverpool. Von September 2009 bis August 2020 war er Professor an der Universität Linz und Vorstand des Instituts für Personalführung und Veränderungsmanagement. 2011 übernahm er in Linz als Dean die wissenschaftliche Gesamtleitung und Co-Geschäftsführung der LIMAK Austrian Business School. Er war zudem Gastwissenschaftler am King’s College London, an der Universität Genf sowie an der Ruhr-Universität Bochum. Seit September 2020 ist Güttel Professor für Leadership & Strategy am Institut für Managementwissenschaften der TU Wien und Dean der TU Wien Academy for Continuing Education.

## Forschung
Zu seinen Forschungsschwerpunkten im Bereich Management zählen Strategie (Ambidexterity & Strategic Change), Leadership & Human Resource Management sowie Change Management.

## Preise
- Top-Journal Paper Award der WU Wien (2007 und 2009)
- Best Paper Award (honorable mention) der Strategic Management Society (San Diego 2007 und London 2022)

## Publikationen
- Erfolgreich in turbulenten Zeiten: Impulse für Leadership, Change Management & Ambidexterity. Nomos Verlag, Baden-Baden 2021 (3. Auflage).
- Successful in Turbulent Times: Leadership, Change Management & Ambidexterity. Nomos. Baden-Baden 2023.
- Die Identifikation strategischer immaterieller Vermögenswerte im Post-Merger-Integrationsprozess: Ressourcen- und Wissensmanagement bei Mergers-and-Acquisitions Personalwirtschaftliche Schriften, Band 20 (Dissertation)
- Dynamic Capabilities: The Evolution of the Organisational Knowledge and Capability Base (Habilitationsschrift)
- Publiksationsübersicht: https://orcid.org/my-orcid?orcid=0000-0002-0957-6378 bzw. https://scholar.google.at/citations?user=6t-1cUAAAAAJ&hl=de&oi=ao